# Rosa Maria Kucharski i Gonzàlez
Rosa Maria Kucharski i Gonzàlez (* 30. Oktober 1929 in Barcelona; † 5. Januar 2006 in Madrid) war eine katalanische klassische Pianistin, Musikpädagogin und Musikwissenschaftlerin. Als Absolventin der Barceloneser Acadèmia Marshall gehörte Kucharski der Katalanischen Pianistenschule an. Kucharski war Klavierlehrerin der spanischen Königsfamilie.

## Leben und Werk
Rosa Maria Kucharski begann als sechsjähriges Kind einer katalanischen Familie mit polnischen Wurzeln (polnischer Vater, katalanische Mutter) Klavier zu spielen. Mit elf Jahren debütierte sie in Barcelona. Sie studierte Harmonie bei Domingo Mas i Serracat und Komposition bei Xavier Montsalvatge.  Nachdem sie die Marshall Akademie bei Mercè Roldós in Barcelona absolviert hatte, erweiterte sie ihre Klavierfertigkeiten 1946 bei Tomás Andrade de Silva und Teresa Alonso Parada in Madrid, und etwas später bei Lazare Lévy in Paris und 1949/1950 bei Walter Gieseking in Saarbrücken. Sie absolvierte auch Kammermusikkurse bei Pau Casals und George Enescu.
Vor allen Dingen in den 1940er und 1950er gab sie in zahlreichen Städten Spaniens Darbietungen als Konzertmusikerin. Als Solistin spielte sie mit den besten Orchestern der Welt zusammen. 1951 erhielt sie den Pedro-Masaveu-Preis. Sie war die erste Pianistin, die an den Chopin-Festivals in Valldemossa auf Mallorca teilnahm. 1958 wurde sie als eine der weltweit besten fünfzehn Pianisten für den von Wilhelm Kempff in Positano (Italien) gegebenen Beethoven-Kurs ausgewählt.
Kucharski wirkte seit 1962 zunächst als Professorin für Klavier am Konservatorium von Cordoba. 1976 wechselte sie nach Madrid an die Escuela Superior de Canto. Hier brachte sie internationale Unterrichtstechniken und Pianistinterpretation zum Einsatz. In den 1960er Jahren übernahm sie Aufgaben beim Cercle Català de Madrid. Sie arbeitete in der didaktischen Kommission des Ministeriums für Bildung und Wissenschaft mit. 1980 veröffentlichte sie ein Musiklehrbuch für die Schule. Sie gründete die Gesellschaft für Musikalische Bildung des spanischen Staates (Sociedad para la Educación Musical del Estado Españo) und stand zeitweise selbst dieser Institution vor. Diese Institution war der spanische Zweig der Internationalen Gesellschaft für Musikpädagogik. 1986 gründete sie das Programm IMI (Intercambio Musical Internacional), ein internationales Austauschprogramm für Musikstudenten.
Zu ihren zahlreichen Schülern gehörten der Pianist und Komponist Josep Maria Mestres i Quadreny, die beiden Schwestern Vela i Lopez des katalanischen Pianoduos Duo Vela sowie die Infantin Cristina von Spanien. Sie veröffentlichte musikwissenschaftliche Bücher und Artikel sowie Lehrwerke für den Musik- und Klavierunterricht. 1982 rief sie den Klavierwettbewerb Infanta Cristina ins Leben, der der Entdeckung neuer musikalische Talente diente.
Ihr Bruder Eduard Kucharski war professioneller Basketballspieler und -trainer.